# Fosso del Tafone
Il Fosso del Tafone è un breve corso d'acqua di circa ventiquattro chilometri che sorge nella Maremma grossetana da una collina nella parte più meridionale del comune di Manciano.

## Descrizione
Il corso d'acqua nasce in territorio mancianese, scorre non distante dal Lago del Tafone, entra nel territorio di Montalto di Castro in località Puntone, per sfociare nel mar Tirreno, in località Pianacce, poco distante dalla foce del più settentrionale Fosso della Margherita e dalla Centrale termoelettrica Alessandro Volta.